# El Espinal (Panama)
El Espinal è un comune (corregimiento) della Repubblica di Panama situato nel distretto di Guararé, provincia di Los Santos. Si estende su una superficie di 35,4 km² e conta una popolazione di 1.243 abitanti (censimento 2010).